# Paullinia pterophylla
Paullinia pterophylla är en kinesträdsväxtart som beskrevs av Triana & Planch.. Paullinia pterophylla ingår i släktet Paullinia och familjen kinesträdsväxter. Inga underarter finns listade i Catalogue of Life.